# تاريخ التقانة

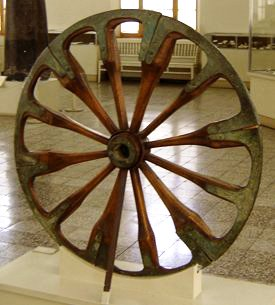
اخترعت العجلة في الألفية الرابعة قبل الميلاد وأصبحت واحدة من التقنيات الأكثر شهرة والأكثر فائدة في العالم. وهذه العجلة معروضة في المتحف الوطني لـ إيران، في طهران.

تاريخ التقانة هو تاريخ اختراع الأدوات والتقنيات، وهو يشبه بعدة طرق تاريخ الإنسانية. وقد مكنت المعرفة التقنية الناس من اختراع أشياء جديدة، بل أصبحت العديد من المحاولات العلمية ممكنة من خلال التقنيات التي ساعدت البشر على السفر إلى أماكن لم يتمكنوا من الذهاب إليها بطرق أخرى وفحص طبيعة الكون بسبل أكثر تفصيلاً من الحواس الطبيعية الموجودة في البشر.
كما أن التحف التكنولوجية هي منتجات من الاقتصاد وهي دافع للنمو الاقتصادي وجزء كبير من الحياة اليومية. كما أن الابتكارات التكنولوجية تؤثر وتتأثر بالتقاليد الثقافية للمجتمع. وتُعد هي أيضًا وسيلة لتطوير وبناء القوة العسكرية.

## حسب نوع التكنولوجيا

### تاريخ التكنولوجيا الحيوية
سيتم إدراجها في المقال الأساسي:
- التسلسل الزمني للزراعة وتكنولوجيا الغذاء
- الصيد وجمع الثمار
- الزراعة
- علم الغذاء
- الأغذية المعدلة وراثيًا
- تاريخ العلوم الزراعية
- تاريخ التشجير
- التكنولوجيا الحيوية (التسلسل الزمني، إلخ.)
- تاريخ السوشي
- تاريخ الشاي في الصين

### تاريخ الهندسة المدنية
سيتم إدراجها:
- الهندسة المدنية
- الهندسة المعمارية والبنية الهندسية
- الجسور والموانئ والأنفاق والسدود
- مسح الأراضي والأدوات والخرائط وعلم رسم الخرائط والهندسة الحضرية والإمداد المائي والصرف الصحي.

### تاريخ الاتصالات
سيتم إدراجها:
- الاتصالات
- أنظمة الكتابة
- الاتصالات السلكية واللاسلكية
- تاريخ التليفونات المحمولة
- تاريخ الحركة
- تاريخ الإذاعة
- تاريخ الرادار
- تاريخ المذياع
- الطباعة
- السينما
- المذياع
- التلفاز
- الإنترنت

### تاريخ الحوسبة
- تاريخ الأجهزة الحاسوبية قبل عام 1960
- تاريخ الأجهزة الحاسوبية (الستينيات من القرن العشرين إلى الوقت الحاضر)
- تاريخ الأجهزة الحاسوبية في دول الكتلة السوفيتية
- تاريخ علم الحاسوب
- تاريخ أنظمة التشغيل
- تاريخ هندسة البرمجيات
- تاريخ لغات البرمجة
- تاريخ الذكاء الاصطناعي
- تاريخ واجهة المستخدم الرسومية
- تاريخ الإنترنت
- تاريخ الشبكة العنكبوتية العالمية
- تاريخ الحاسوب وألعاب الفيديو

### تاريخ التكنولوجيا الاستهلاكية
سيتم إدراجها:
- التسلسل الزمني لتقنية الضوء
- تاريخ النسيج والملابس
- تاريخ علوم المواد
- علوم الأسرة والمستهلك
- تاريخ الحياكة
- تاريخ صناعة العدسات
- تاريخ صناعة الكرسي
- تاريخ صناعة الشمسية
- التصنيع

### تاريخ تكنولوجيا الطاقة
سيتم إدراجها:
- الطاقة (تاريخها، استخدامها من قبل البشر، انظر أيضًا)
- تاريخ تعدين الفحم
- تاريخ آلات الحركة الدائمة
- التسلسل الزمني لتكنولوجيا المحركات الحرارية
- التسلسل الزمني للمحرك البخاري
- التسلسل الزمني للتقنيات الهيدروجينية
- التسلسل الزمني لوقود الكحول
- التسلسل الزمني لعملية الاندماج النووي

### تاريخ علوم المواد
سيتم إدراجها:
- التسلسل الزمني لتكنولوجيا المواد
- علم المعادن
- المواد والمعالجة

### تاريخ القياس
سيتم إدراجها:
- تاريخ الوقت في الولايات المتحدة
- التسلسل الزمني لتكنولوجيا قياس الوقت

### تاريخ التكنولوجيا العسكرية
سيتم إدراجها في المقال الأساسي:
- التاريخ العسكري
- تصنيف:التاريخ العسكري – مقالات في التاريخ عن التقنيات المحددة

### تاريخ التكنولوجيا النووية
- مشروع مانهاتن
- عمر الذرة
- الاختبار النووي
- سباق التسلح النووي

### تاريخ العلوم والتكنولوجيا
- تاريخ التليسكوبات
- التسلسل الزمني للتلسكوبات والمراصد وتكنولوجيا الرصد
- التسلسل الزمني لتكنولوجيا الميكروسكوب
- التسلسل الزمني لتكنولوجيا الجسيمات الفيزيائية
- التسلسل الزمني لتكنولوجيا درجات الحرارة المنخفضة
- التسلسل الزمني لتكنولوجيا قياس درجة الحرارة والضغط

### تاريخ تكنولوجيا النقل
سيتم إدراجها في المقال الأساسي:
- التسلسل الزمني لتكنولوجيا الموتور والمحرك
- التسلسل الزمني لتكنولوجيا التصوير
- التسلسل الزمني لتكنولوجيا الصاروخ والقذائف
- التسلسل الزمني لتكنولوجيا الاتصالات

### التاريخ ذو الصلة
- تاريخ العلوم
- تاريخ الرياضيات
- تاريخ الفلسفة
- المخطط التمهيدي لتكنولوجيا ما قبل التاريخ

### التخصصات ذات الصلة
- التسلسل الزمني للاختراعات التاريخية
- قائمة الاكتشافات المستقلة
- نقد التكنولوجيا
- التعليم الفني
- فلسفة التكنولوجيا
- تاريخ العلوم والتكنولوجيا (مجال دراسة)
- تاريخ الأفكار (مجال دراسة)
- تكنولوجيا الديناميكا (مجال الدراسة)
- التكنولوجيا
- الهندسة
  - الهندسة الميكانيكية
  - الهندسة الكهربائية
  - الهندسة المدنية
  - الهندسة البيئية
- العلم والتكنولوجيا في كندا

### موضوعات ذات صلة
- التقنية العالية
- آلة بسيطة
- الصناعة التحويلية
- قائمة التقنيات

### العلوم والتكنولوجيا المستقبلية (التأملية)
- التقنيات الناشئة
- علم المستقبل
- قائمة التقنيات الناشئة
- الخصوصية التكنولوجية
- التكنولوجيا الرأسمالية
- التغير التكنولوجي
- الحتمية التكنولوجية
- التنبؤ بالتكنولوجيا
- أجهزة الروبوت

### الأشخاص
- قائمة المهندسين وقائمة المخترعين
- السيرة الذاتية للمخترعين والمستكشفين
- المجتمعات الفنية
- حكومة الفنيين
- التكنولوجيا والمجتمع

### تأريخ العلوم والتكنولوجيا
- قوانين كرانزبيرج (Kranzberg) في التكنولوجيا
- قاموس ليكسكون الشامل في التكنولوجيا
- الهندسة الاستكشافية

### مؤرخو العلوم والتكنولوجيا
- يوهان بيكمان
- آي برنارد كوهين
- جون إل هايل برون
- توماس بي هيوز
- دانيال كيفليس
- ميلفين كرانزبيرج
- توماس كوهن
- لويس مومفورد
- جوزيف نيدام
- ديفيد نوبل
- إبراهام بايس
- جورج سارتون
- تشارلز سينغر
- دبليو باتريك ماك كراي
- هاري لينتسين

### سلسلة الكتب
- History of Technology

### دوريات علمية
- History and Technology (journal)
- ICON
- IEEE Annals of the History of Computing
- Technology and Culture
- Transactions of the Newcomen Society

### المذكرات
- Marx's notebooks on the history of technology

### معاهد بحوث
- مختبرات بل
- Charles Babbage Institute
- Max Planck Institute for the History of Science, Berlin